# 파울로 리
파울로 "파샤" 로마노비치 리(우크라이나어: Павло «Паша» Романович Лі, 1988년 7월 10일~2022년 3월 6일)는 우크라이나의 배우이다.
크림반도 예우파토리야에 있는 고려인 아버지와 우크라이나인 어머니의 가정에서 태어났다. 2003년에 우크라이나 드라마 《모두를 위한 하나》를 통해 연기 경력을 시작했다. 배우 경력 외에 성우, 방송인으로 활동했다. 성우로 출연한 작품으로는 《라이온 킹》(2019)과 《호빗》(프로도 배긴스 역), 《사우스 파크》(에릭 카트먼 역), 《아메리칸 대드!》(스티브 스미스 역), 《패밀리 가이》(글렌 쾌그마이어 역), 《명탐정 피카츄》(고라파덕 역) 등이 있다.
2022년 러시아가 우크라이나를 침공하자 우크라이나 영토방위군에 자원 입대하였다. 키이우 근교인 이르핀에 러시아가 가한 폭격으로 전사하였다. 그는 3월 18일 그의 어머니가 살고 있는 이바노프란키우스크주 보로흐타 근교 묘지에 안치되었다.